# Monumento a Juan Pablo II (Posadas)
El monumento al Juan Pablo II consiste en una estatua de bronce que representa al pontífice.
La estatua tiene una altura superior a 2 metros y pesa alrededor de dos toneladas y se encuentra en la Avenida Costanera de la ciudad de Posadas, en Misiones, Argentina. 

## Historia
Fue donado por la Unión de Sociedades y Organizaciones Polacas de América Latina -USOPAL-, la Unión de los Polacos de la República Argentina y la Fundación Kobylanski en el año 2003 en
agradecimiento a la República Argentina y especialmente a la provincia de Misiones ya que en sus tierras fueron recibidos y se instalaron en su mayoría los inmigrantes polacos y ucranianos que como colonos y agricultores, llegaron al país hace más de cien años, formaron sus
familias e hicieron de esa provincia su segunda patria, ya que la gran mayoría de ellos y sus descendientes, que son más de cuatrocientos mil, tienen nacionalidad argentina. Asimismo los donantes expresan de esta manera su homenaje a Su Santidad el Papa Juan Pablo II ya que en ese año se cumplían el 25° Aniversario de su pontificado.
El monumento representa al Papa Juan Pablo II, con un báculo coronado por un crucifijo, en actitud de suministrar la bendición a tres niños, una niña polaca, un niño ucraniano y uno argentino, que le entregan flores como una ofrenda de esta tierra que los recibió con los brazos abiertos como si fuera su propia casa. Cabe destacar que fue elaborado en Varsovia (Polonia) y esculpido por el renombrado artista polaco Profesor Czesław Dźwigaj. La obra, número 26 en el catálogo del artista, se realizó en 48 días, según consta en una misiva que Dzwigaj enviara al escultor posadeño Sergio Ortíz.